# Agriotes rufipalpis
Agriotes rufipalpis là một loài bọ cánh cứng trong họ Elateridae. Loài này được Brullé miêu tả khoa học năm 1832.